# Jetnamfjellet

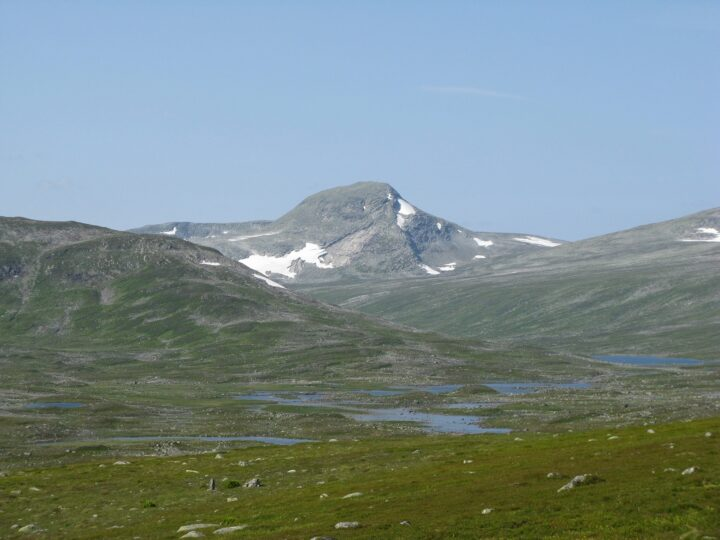
Högsta toppen Jetnamsklumpen, 1513 m ö.h..

Jetnamfjellet eller Jetnamsfjellet, sydsamiska Jitnemetjahke, är ett bergsmassiv i på gränsen mellan Røyrviks och Hattfjelldals kommuner i Nord-Trøndelag respektive Nordlands fylken i Norge. Massivet ligger i Børgefjell nationalpark, nära svenska gränsen. Den högsta punkten är Jetnamsklumpen vars topp ligger på 1513 meter över havet. Alla massivets toppar har en höjd på över 1000 meter över havet. 
Det finns två toppar som är sammanhängande med Jetnamfjellet och som ligger på svensk-norska gränsen: det lägre Jitneme och det högre Movretjakke. Jitneme är den sydligaste toppen i massivet med sina 1071 meter över havet. Movretjakke är 1206 meter högt och är Jetnamfjellets östligaste topp. På båda topparna finns det riksrösen (Rr 203B respektive Rr 204)
Jetnamfjellet avgränsas i norr och syd av två dalgångar med varsina sjöar, Jetnamsvatnet (Jitnemejaevrie) och Saksinvatnet. I massivet finns även ett flertal glaciärer; de största ligger långt in i Norge men det finns en mängd mindre glaciärer nära riksgränsen. 